# Jefferson (New Hampshire)
Jefferson – miasto w Stanach Zjednoczonych, w stanie New Hampshire, w hrabstwie Coös.